# Про Червону Шапочку
«Про Червону Шапочку» (рос. «Про Красную Шапочку») — радянський двосерійний музичний телефільм за мотивами казки Шарля Перро режисера Леоніда Нечаєва. Сценарій Інни Вєткіної є продовженням старої казки про Червону Шапочку.
Дія відбувається в умовній, швидше за все східноєвропейській країні. Відмінною рисою постановки є підкреслена театральна умовність у зображенні вовків — актори, які виконують їх ролі, навіть не загримовані. Тому вовки постають як щось середнє між сім'єю лісових пустельників і бандитським кланом, розумними істотами, що рівні людям і здатні на людські емоції та вчинки.
Більше того, люди у фільмі постають часто жорстокішими, заздрісними та жадібними, ніж вовки. Три бабусі з села Червоної Шапочки сподіваються, що Шапочці вийдуть боком її прогулянки у лісі, або гувернантки розбещеної дитини, які силою захопили дівчинку як іграшку для нього.

## Сюжет
Дія відбувається через рік після подій, описаних у казці «Червона Шапочка». У Вовка, убитого дроворубами, виявляється, були мати, молодший брат, син і друг. Мати-Вовчиха вважає, що за смерть її сина обов'язково треба помститися людям, і дуже сумує за часами, коли при її синові «всі в страху жили», і ліс безроздільно належав Вовкам. В результаті вона умовляє Худого, «друга сім'ї» помститися людям — за винагороду, і взяти з собою її молодшого сина Товстого, боязкого і з надлишковою вагою, щоб досвідчений в розбої Худий «зробив з нього вовка».
Червона Шапочка дізнається, що у неї знову захворіла Бабуся і збирається в дорогу. Вона ще не знає, що з її бабусею все гаразд, і звістка помилкова. Але відважна і спритна дівчинка дуже скоро порушує всі плани двох Вовків, Толстого і Худого. Вони переодягаються, щоб Шапочка не запідозрила в них вовків, і хоча вони постійно видають себе, довірлива і доброзичлива дівчинка раз у раз звертає їхню погоню в гру.
Тим часом Вовченя, син загиблого Сірого Вовка, зовсім «відбився від рук». Він не слухає бабусю-Вовчиху, читає викинуту людьми книжку, не підтримує ідею помсти людям взагалі і Шапочці зокрема. Стара Вовчиха спалює його книжку, і Вовченя, доведений до сліз, клянеться помститися і втікає з лігва.
На шляху Шапочки постійно виникають перешкоди, наприклад, у вигляді розбещеної дитини, що вимагає, щоб дівчинку купили йому як іграшку. Його батьки замикають Шапочку в будинку. Їй допомагають втекти — Вовки, переодягнувшись в жіночі сукні. У загльній метушні Вовченя викрадає мішок, в який Вовки хотіли посадити Червону Шапочку.
Потім Вовченя знайомиться з Шапочкою і натякає їй, що її бабуся здорова. Але дівчинка продовжує шлях. І знову на її шляху стають Вовки. Але добряк Товстий вже встиг прив'язатися до дівчинки і не хоче її ловити, та й Худий проти своєї волі потрапляє під її чарівність, хоч і злиться від цього, каже, що втрачає форму. Він навіть ревнує, що Червона Шапочка приділяє йому куди менше уваги: «Товстому скакалки! Товстий, Товстий! Можна подумати, що всі інші давно вмерли!»
Потім Шапочка дізнається, хто такі її попутники, від пастушка, з яким раніше змовлялися Вовки. Її дуже засмучує це, і вона вирішує вдатися до хитрощів. Переодягнувшись пастушком, вона розмовляє з Вовками, і Худий підтверджує їй свою сутність. Він зізнається, що його дружба з братом Товстого була заснована на розрахунку, і що він ненавидить Червону Шапочку за те, що вона «влізла йому в душу», давно огрубілу. Червона Шапочка ж принесла Вовкам замість води снодійну росу з макового поля. Незабаром обидва Вовки заснули.
Червона Шапочка побігла за допомогою і зустріла Мисливця, який, виявляється, не такий вже й хоробрий, як говорив про себе. Він хоче застрелити сплячих Вовків, але Шапочка заважає йому — вона хоче відвести їх на суд в село, де вони можуть покаятися. Вовки прокидаються і розігрується сцена фінального протистояння. Дівчинка і двоє Вовків намагаються порозумітися.
Тим часом люди дізналися про небезпеку, що загрожує Червоній Шапочці. Все село йде їй на виручку. Тепер небезпека загрожує Вовкам, але Червона Шапочка не хоче їм зла, і Вовки з Вовченям йдуть з Лісу, мабуть, щоб почати нове життя.

## Історія створення[1][2]
За однією версією, зняти фільм про Червону Шапочку рекомендувала заступник голови Держтелерадіо СРСР Стелла Іванівна Жданова, яка стала прихильна до Нечаєву через популярність його попереднього фільму « Пригоди Буратіно». За іншою версією, коли Нечаєв і його сценаристка Інна Вєткін під Новий Рік здавали «Буратіно», їх викликав до себе директор творчого об'єднання « Екран» Хейсер і запитав, що вони представлять на наступний Новий Рік . Нечаєв несподівано промовив: «Червона Шапочка». Інна Вєткін пізніше запитала у нього: «Яка» Шапочка ", там же тексту на півтори сторінки. Що там знімати? ". Але Нечаєв так загорівся цією ідеєю, що вирішив не відступати. Над сценарієм Вєткін і Нечаєв працювали два тижні, майже без відпочинку.

## У ролях
- Яна Поплавська — Червона Шапочка
- Діма Іосіфов — Вовченя
- Рина Зелена — Бабуся
- Євген Євстигнєєв — Звіздар
- Ролан Биков — Мисливець
- Володимир Басов — Худий Вовк
- Галина Волчек — Вовчиця
- Микола Трофимов — Товстий Вовк
- Георгій Георгиу — Батько Дитину
- Олександра Дорохіна — Мати Дитину
- Інна Степанова — Дитина
- Стефанія Станюта — Перша Стара
- Марія Барабанова — Друга Стара
- Марія Виноградова — Третя Стара
- Юрій Бєлов — Дід
- Юрій Лопарев — продавець дзеркал
- Петро Юрченков — старший
- Сергій Бірюлін
- Тамара Муженко
- Михайло Васильєв

## Знімальна група
- Автор сценарію: Інна Вєткіна
- Режисер: Леонід Нечаєв
- Оператор: Юрій Елхов
- Художник: Ігор Топілін
- Художник по костюмах: Людмила Горохова
- Композитор: Олексій Рибников
- Диригент: Костянтин Крімец
- Текст пісень: Юлій Кім (під псевдонімом «Ю. Михайлов»)
- Директор картини: Василь Студенков

## Глави в фільмі
- Глава 1 — Як багато зірок / Ранкова пісня
- Глава 2 — Вовки / Ярмарок
- Глава 3 — Напис на паркані / Це не сліпа удача / Млинцевий пікнік
- Глава 4 — Пісня Червоної Шапочки / Пісня злих бабусь
- Глава 5 — Вовки-лісоруби
- Глава 6 — Пісня про майстрів
- Глава 7 — Ти був дитиною
- Глава 8 — Вовченя (Книга)
- Глава 9 — Безлюдний острів / Тема Червоної Шапочки (Дощ)
- Глава 10 — Пісня мисливця / Кінець першої серії
- Глава 11 — Пісня гонщиків
- Глава 12 — Прощай, мій пес
- Глава 13 — Акробатичний етюд / Де та дівчина?
- Глава 14 — Пісня про зірки
- Глава 15 — Пісня Червоної Шапочки (Варіант 2)
- Глава 16 — Пісня Вовчиці / Пісня Вовка
- Глава 17 — Макове поле / Бійка (Соло на барабанах)
- Глава 18 — Зозуля / Колискова вовка
- Глава 19 — Дитина (Втеча) / Прощання з вовками (захід)
- Глава 20 — Орган (Я не хлопчик) / Пісня про зірки (Варіант 2) / Кінець другої серії ->

## Факти
- Виконавиця головної ролі Яна Поплавська в 11-річному віці отримала Державну премію СРСР за роль в цьому фільмі.
- Вокальні партії Червоної Шапочки виконувала Ольга Рождественська.
- «Пісня про зірок» з фільму виконувалася Борисом Гребєнщиковим і Олександром Васильєвим у телепередачі «Неголубой вогник».

## Пісні[3]
- Пісня Мисливця
- Пісня Червоної Шапочки
- Безлюдний острів
- Пісня про майстрів
- Пісня Вовка (на платівці фірми «Мелодія» — Пісня Вовчиці)
- Де та дівчина?
- Пісня бабусі
- Ранкова
- Пісня Вовка
- Пісня про зірки